# Comboios de Portugal

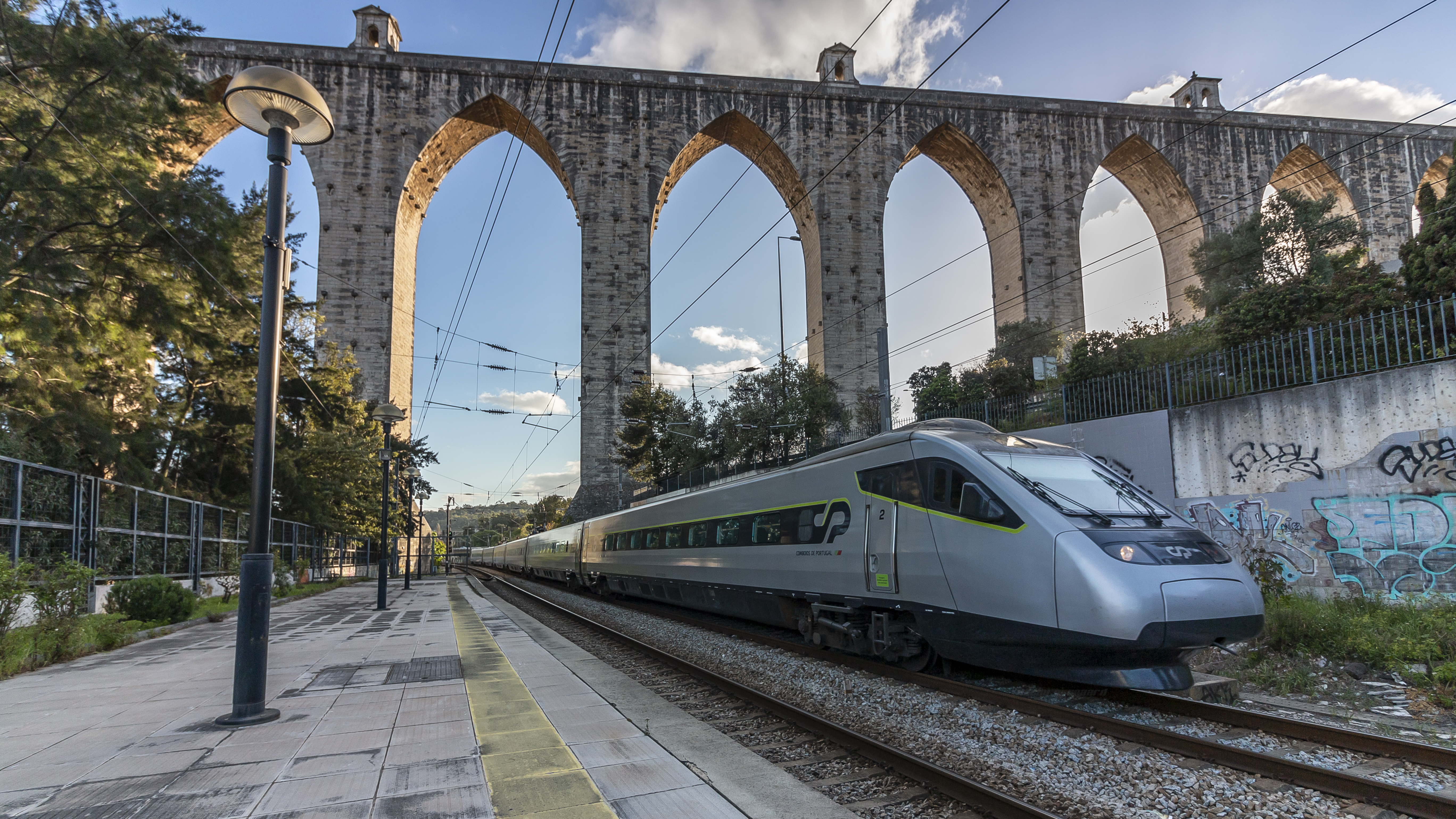

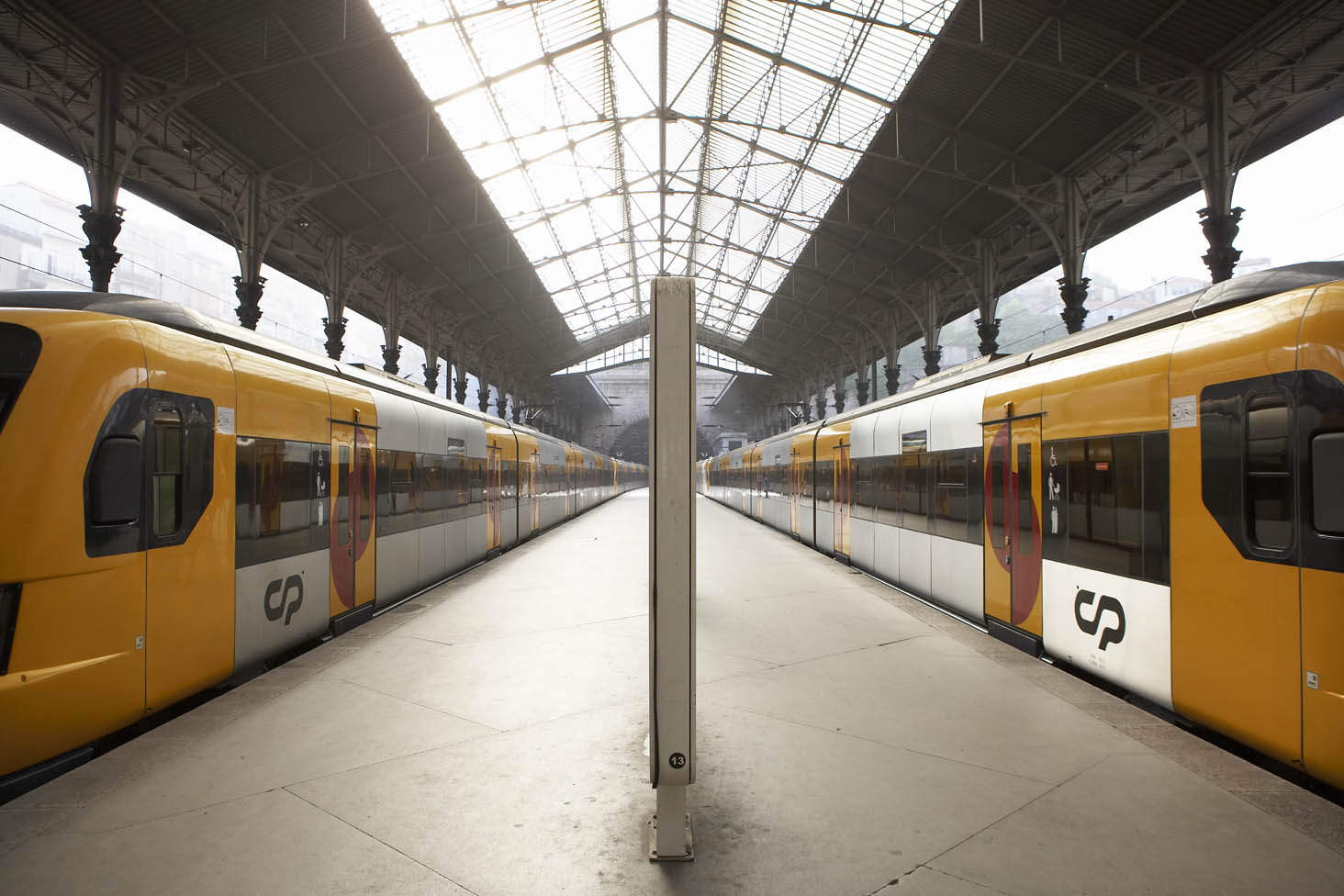
Comboios urbanos da CP na Estação de São Bento no Porto.

A Comboios de Portugal é uma empresa portuguesa de transporte ferroviário. Foi criada em 11 de maio de 1860 pelo empresário espanhol José de Salamanca y Mayol com o nome de Companhia Real dos Caminhos de Ferro Portugueses, para construir as linhas ferroviárias que ligassem a cidade de Lisboa ao Porto e à fronteira com Espanha em Badajoz. Mudou a sua designação após a Implantação da República Portuguesa em 5 de Outubro de 1910, para Companhia dos Caminhos de Ferro Portugueses. Na primeira metade do Século XX, passou por um processo de expansão, tendo assimilado várias empresas ferroviárias privadas, e os caminhos de ferro que tinham estado sob a gestão do Governo Português. No entanto, os efeitos da Segunda Guerra Mundial, e o avanço dos transportes rodoviário e aéreo deterioraram de tal forma a sua situação económica que, após a Revolução de 25 de Abril de 1974, foi necessário nacionalizar a Companhia, mudando novamente de nome, para Caminhos de Ferro Portugueses. Esta empresa foi profundamente modificada em 1997, quando lhe foi retirada a gestão das infra-estruturas (que foi entregue a uma nova entidade, a REFER), ficando a CP somente com a exploração dos serviços ferroviários. Na sequência desta alteração, em 2009 o nome legal da empresa foi modificado, passando a ser Comboios de Portugal, embora a CP já usasse essa designação para fins publicitários desde 2004.

## História

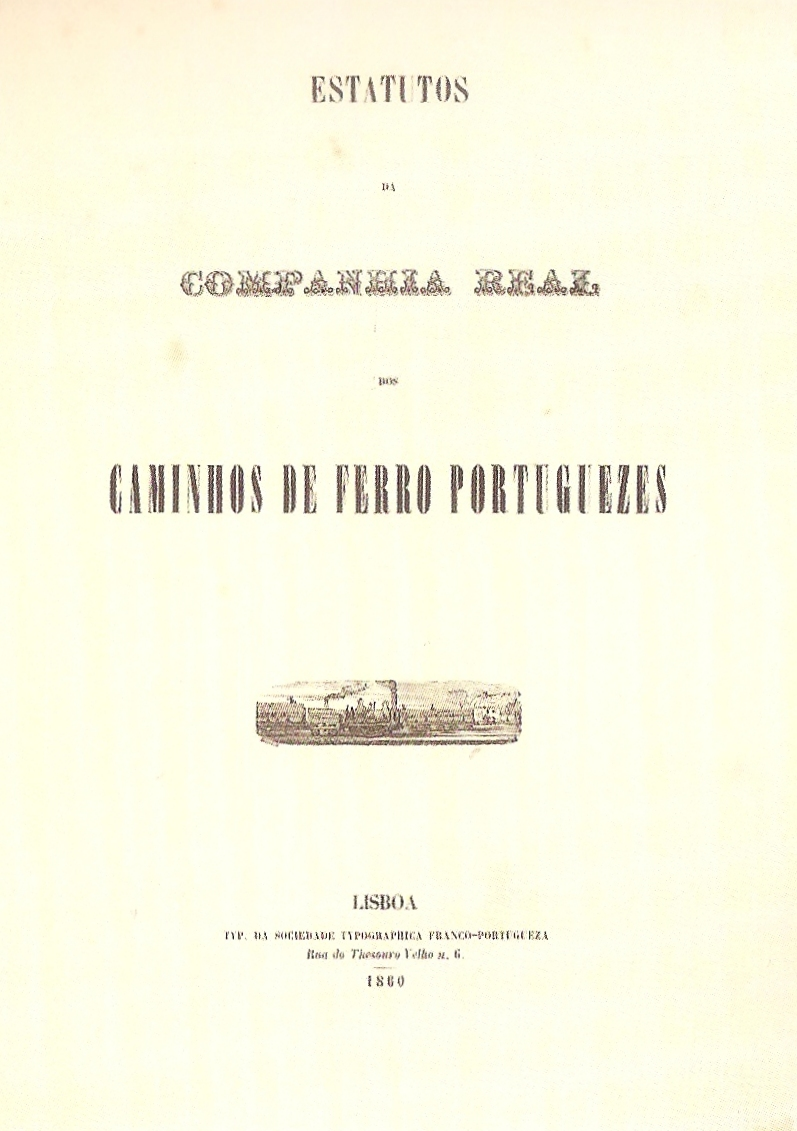
Capa dos primeiros Estatutos da Companhia Real, em 1860

### Antecedentes
A primeira empresa nacional para a construção de caminhos de ferro foi a Companhia das Obras Públicas de Portugal, criada em 1844 pelo governo de Costa Cabral para promover o desenvolvimento dos transportes em Portugal; no entanto, esta tentativa falhou devido à instabilidade política. Após o regresso a um ambiente mais estável, renovou-se o interesse pelo caminho de ferro, pelo que em 1851 o empresário inglês Hardy Hislop apresentou uma proposta para uma linha de Lisboa a Badajoz, que foi entregue no ano seguinte à Companhia Central Peninsular dos Caminhos de Ferro de Portugal, formada por Hislop para esse fim. No entanto, em 1855 as obras foram paralisadas devido a conflitos entre a empresa e os empreiteiros, tendo a gestão das obras passado para o estado português. Em 28 de Outubro de 1856, foi inaugurado o primeiro troço, até ao Carregado, mas a companhia continuou a sofrer de graves problemas financeiros e de gestão. O empresário inglês Samuel Morton Peto, que se encontrava a dirigir as obras, foi encarregado de formar uma nova empresa, que substituísse a Companhia Peninsular, mas sem sucesso, tendo o seu contrato sido terminado em 6 de Junho de 1859.

### Fundação
Assim, o governo elaborou um novo contrato em 30 de Julho com o empresário espanhol José de Salamanca y Mayol, que formou a Companhia Real dos Caminhos de Ferro Portugueses, para construir a ligação ferroviária das Linhas do Norte e Leste; os estatutos desta empresa foram elaborados em 12 de Dezembro, e aprovados no dia 22 do mesmo mês, tendo a empresa sido formalmente constituída em 11 de Maio de 1860, embora o decreto que oficializou este acto só foi publicado em 20 de Junho.
Em 25 de Junho de 1865, a Companhia Real adquiriu os direitos de exploração da Linha do Norte a José de Salamanca; no dia 10 de Novembro, a escritura pública foi aprovada, e o troço já construído, entre Lisboa e Ponte da Asseca, passou para a Companhia.
Em Janeiro de 1902, já tinha chegado uma das locomotivas encomendadas pela Companhia à casa Fives-Lille para assegurar os serviços rápidos, encontrando-se, nesse mês, a ser montada nas oficinas de Lisboa. O relatório de 1901, apresentado nesse mês, reportava que a situação financeira da Companhia era bastante favorável, devido, principalmente, à queda dos preços do carvão.

### Implantação da República
Após a Implantação da República Portuguesa, em 5 de Outubro de 1910, a Companhia Real vê o seu nome modificado, ainda nesse ano, para Companhia dos Caminhos de Ferro Portugueses.

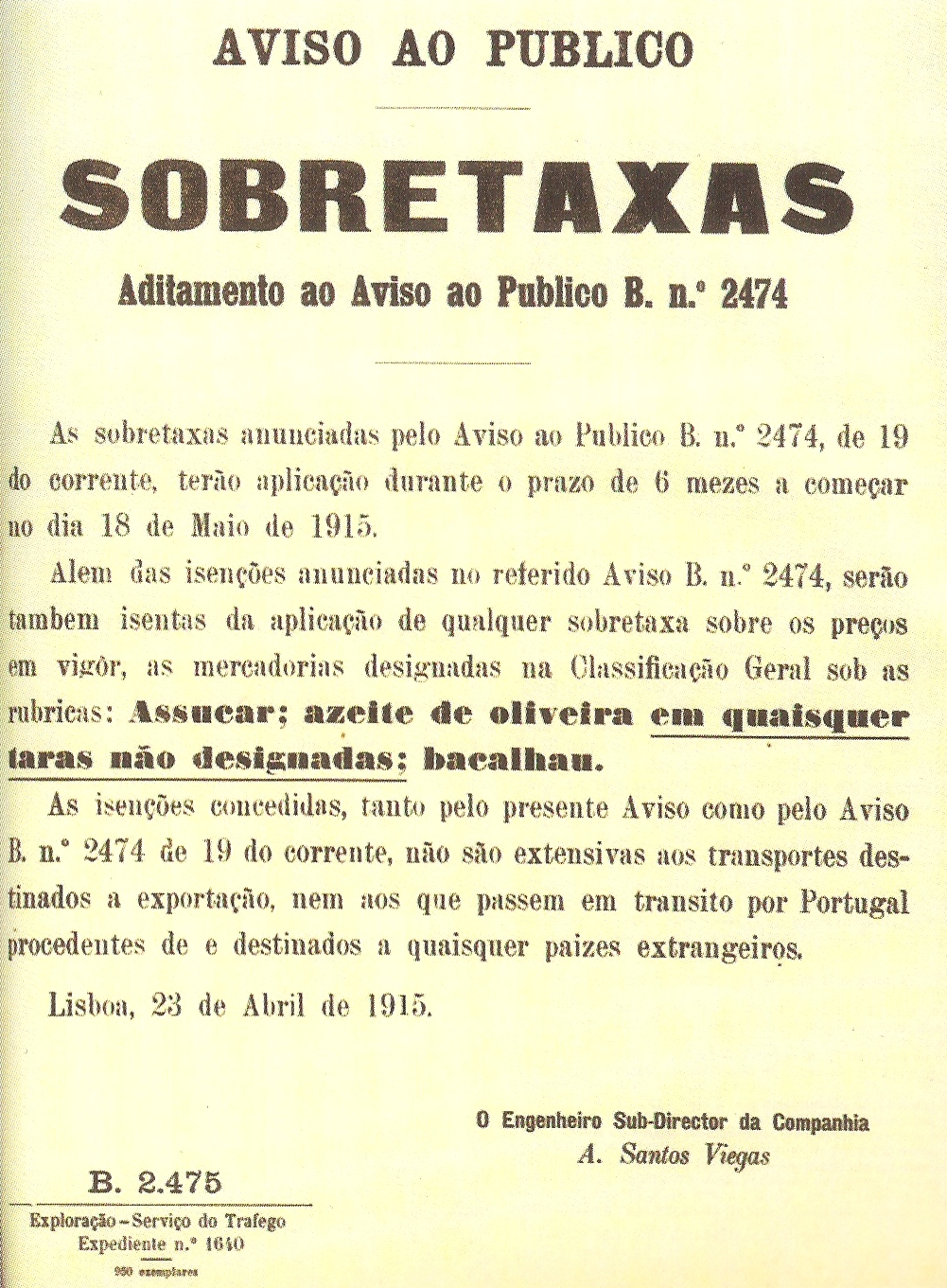
Aviso de 1915 da CP, informando o público acerca das sobretaxas

### Primeira Guerra Mundial
Após o início da Primeira Guerra Mundial, em 1914, verificou-se um forte aumento nos preços do carvão, o que levou a Companhia a reduzir os serviços, e utilizar lenhas para alimentar as suas locomotivas, o que gerava vários problemas de manutenção do material circulante; esse ano ficou, igualmente, marcado por várias greves gerais dos ferroviários, tendo sido praticados graves actos de sabotagem que conduziram à necessidade de ser ordenada uma intervenção do Exército.

### Período entre as duas Guerras Mundiais
Após o final da Primeira Grande Guerra, permaneceram os problemas de exploração, devido ao aumento dos preços, aos quais as operadoras respondiam com a emissão de sobretaxas. O carvão, em especial, continuava escasso e a preços excessivos, pelo que continuou a utilização de lenhas nas locomotivas. Por outro lado, também continuaram os problemas sociais, agravados por novas medidas, com a introdução das 8 horas de trabalho diárias, que geraram vários conflitos e greves, como o encerramento das oficinas do Entroncamento em 1922, que tiveram efeitos nefastos no material motor.
Em 11 de Maio de 1927, ganhou o concurso de arrendamento da exploração das ligações ferroviárias do Governo Português, até então geridas pela operadora Caminhos de Ferro do Estado; devido à falta de experiência na gestão de linhas de bitola reduzida, subarrendou a Linha do Tâmega à Companhia dos Caminhos de Ferro do Norte de Portugal, e as Linhas do Corgo e Sabor à Companhia Nacional de Caminhos de Ferro. Em 1929, a tendência de crescimento da Companhia inverteu-se, devido à concorrência do transporte rodoviário; na Década de 1930, verificou-se uma regressão no transporte, inicialmente apenas para passageiros, e depois para mercadorias, o que forçou a uma redução nas despesas, como na manutenção de via e na mão-de-obra. Por outro lado, também se começaram a estudar novas técnicas e novos meios de tracção, como locomotivas e automotoras a gasóleo.
Em 1932, verificou-se uma alteração nos estatutos, tendo a Companhia passado a ser uma Sociedade anónima de responsabilidade limitada.

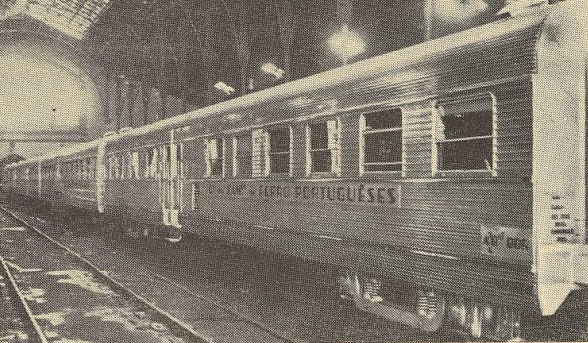
Exposição das novas carruagens da CP na Estação do Rossio, em Julho de 1940

### Segunda Guerra Mundial
Durante a Segunda Guerra Mundial, verificou-se uma escassez de carvão, o que levou, novamente, à redução dos serviços. Mesmo assim, em 1940, a Companhia iniciou o serviço rápido Flecha de Prata, entre Lisboa e o Porto.

### Do final da Segunda Guerra Mundial à Revolução dos Cravos
Em 1945, é publicada a Lei n.º 2008, sobre a coordenação de transportes terrestres, que determinou a concentração de todas as concessões de exploração ferroviária numa só empresa; no ano seguinte, foi realizada a escritura de transição das Companhias dos Caminhos de Ferro Portugueses da Beira Alta, Nacional de Caminhos de Ferro e Portuguesa para a Construção e Exploração de Caminhos de Ferro para a Companhia dos Caminhos de Ferro Portugueses. Esta empresa começou, assim, em 1947, a explorar todas as linhas em Portugal, de bitola larga e estreita, excepto a Linha de Cascais, que tinha sido arrendada à Sociedade Estoril até 1976.
Verificou-se, no entanto, uma acentuada quebra nas receitas, tendo a Companhia sido forçada, em 1950, a pedir um empréstimo de 50 milhões de escudos. No ano seguinte, entrou em vigor o contrato único, que reorganizou a gestão do transporte ferroviário, e alterou os estatutos da Companhia.
Ainda assim, a Companhia conseguiu realizar vários investimentos, apoiados pelo I Plano de Fomento (1953-1958), no sentido de modernizar os seus serviços; destaca-se, principalmente, a viagem inaugural do serviço rápido Foguete, em 1953, e os projectos de electrificação da Linha de Sintra e do troço entre Lisboa e Carregado da Linha do Norte, concluídos em 1956. Em 1958, foi introduzido, para o pessoal das oficinas, o regime de semana inglesa, e, em 1959, a empresa contratou com a Ericsson para a instalação de sinalização e comando centralizado na Linha de Vendas Novas. Em 1966, são publicados novos estatutos para a Companhia, e é completada a electrificação entre Lisboa e o Porto; em 1968, é assinado um contrato com um consórcio da SOMAFEL e Somapre, para a renovação total da via.
Em 1973, é publicado o Decreto-lei n.º 104/73, que autorizou o Ministro das Comunicações a estabelecer um novo contrato de concessão com a Companhia dos Caminhos de Ferro Portugueses.

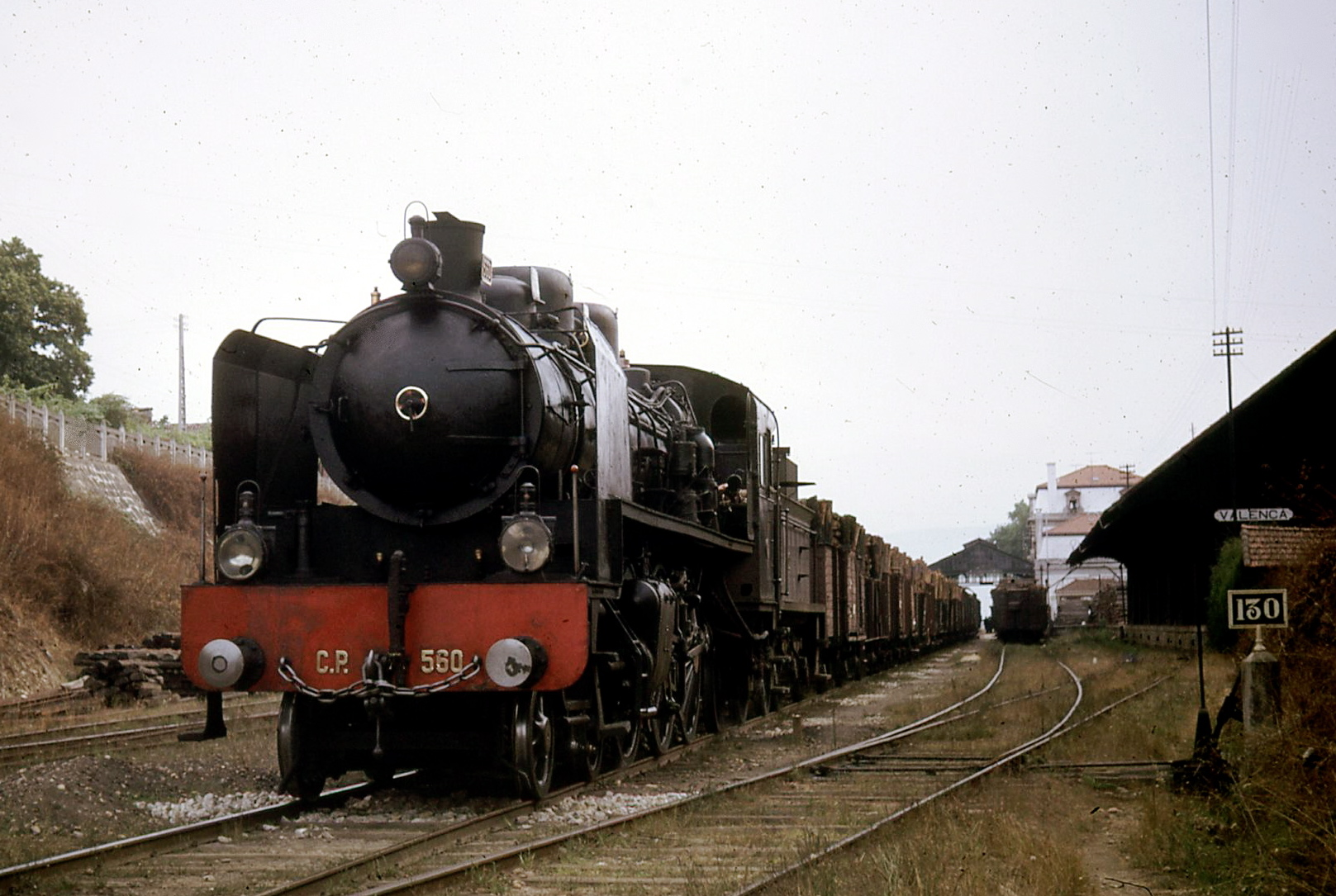
Locomotiva n.º 560 da CP na Estação de Valença, em 1970.

### Revolução dos Cravos e nacionalização
A situação da Companhia alterou-se profundamente após a Revolução de 25 de Abril de 1974; com efeito, várias inspecções levadas a cabo revelaram os graves problemas laborais, ocultados pela organização, e que tiveram de ser resolvidos, com efeitos nefastos sobre a já instável capacidade financeira da Companhia. Esta situação foi piorada pelas Crises do petróleo de 1973 e 1978, e pelas novas prioridades do regime democrático, que reduziu substancialmente os apoios à Companhia, com os quais apenas se puderam fazer algumas obras de construção e manutenção de via, como a instalação dos acessos ferroviários ao Complexo Industrial de Sines, e prosseguir com o programa de substituição do material motor a vapor, que se tinha iniciado havia cerca de 30 anos. Em 1975, deu-se a nacionalização da Companhia, embora, na prática, este processo não tenha tido grandes efeitos, uma vez que a empresa já se encontrava quase totalmente subordinada ao Estado.

### Finais do século XX
Com a entrada de Portugal na CEE em 1986, a CP usufrui de fundos cada vez maiores para modernizar a empresa e o Caminho de Ferro.
Em 1987, é lançado o serviço Alfa com recurso a carruagens Corail. Um ano depois, em 1988, é lançado o serviço Intercidades também assegurado com carruagens Corail e alguns anos depois com carruagens Sorefame modernizadas.
No ano de 1988 são suprimidos os serviços de passageiros na Linha do Sabor, parte da Linha do Vouga e da Linha do Douro. No ano seguinte, são encerradas a Linha do Sabor, Linha do Dão, Linha de Guimarães entre Guimarães e Fafe e a Linha do Douro entre Pocinho e Barca d'Alva.
Em 1990 é assinado o contrato de aquisição de 42 UQE para o serviço suburbano da Linha de Sintra, este investimento marca o ínicio da modernização do Caminho de Ferro em Portugal.
Em 1992, são criadas a Fernave e a TEX (Transporte de Encomendas Expresso), resultado da autonomização das áreas de formação e de encomendas expresso da CP, respetivamente. A última seria privatizada em 2009, sendo atríbuida à Grupo Urbanos.
Em 1993, a EMEF - Empresa de Manutenção de Equipamento Ferroviário é criada resultando da autonomização da área industrial da CP destinada à Reparação e Reabilitação do Material Circulante.
A CP bate o recorde de velocidade ferroviária em Portugal em 1993 com uma locomotiva série 5600 e 3 carruagens Corail atingindo 220 km/h entre Espinho e Avanca na Linha do Norte. Velocidade que seria atingida em serviço comercial apenas alguns anos depois pelos comboios Alfa Pendular.
Em 1997, é lançado o site da CP na Internet (www.cp.pt). O site permite a consulta dos horários por linha, dos serviços e da informação institucional sobre a empresa. Foi posteriormente adicionada uma procura de horários mais inteligente, que combina automaticamente várias linhas e vários serviços.
A empresa é profundamente modificada pelo Decreto-Lei n° 104/97 que lhe retira a responsabilidade das infraestruturas. Competência transferida para uma nova empresa pública, a REFER. Nesse mesmo ano a administração da CP implementa uma organização mais flexível baseada em Unidades de Negócio Depois desta reorganização do setor a CP concentra-se na modernização da sua frota de material circulante com a compra de novos comboios e a reabilitação de outros. Foi renovado o material circulante dos comboios suburbanos de Lisboa, nomeadamente com novos comboios de dois pisos, e do Porto. No serviço regional esta modernização foi materializada com a reabilitação de várias séries de material circulante.
Entre 1997 e 1999 foram inauguradas várias obras que introduziram profundas alterações tecnológicas que por sua vez originaram melhorias como o aumento da segurança, do conforto e a diminuição dos tempos de percurso. A eletrificação e modernização da Linha da Beira Alta é concluída. Os CCC (Postos de Comando Centralizado) de Campolide e da Pampilhosa são inaugurados. Em 1998 é a vez da GIL - Gare Intermodal de Lisboa (Gare do Oriente) ser inaugurada. Foi eletrificado o Ramal de Leixões que contribuiu para a melhoria da eficiência do transporte ferroviário de mercadorias. Por fim são concluídas várias quadruplicações na Linha de Sintra, de Cintura e do Norte que resolveram graves estrangulamentos à exploração ferroviária.
Em 1999 é inaugurado o serviço Alfa Pendular assegurado com recurso as novas automotoras CPA 4000 que podem atingir os 220 km/h em serviço comercial. Velocidades que não puderam ser praticadas nos primeiros anos devido ao atraso na modernização da Linha do Norte. Este novo serviço substitui o antigo "ALFA" assegurado por carruagens Corail.

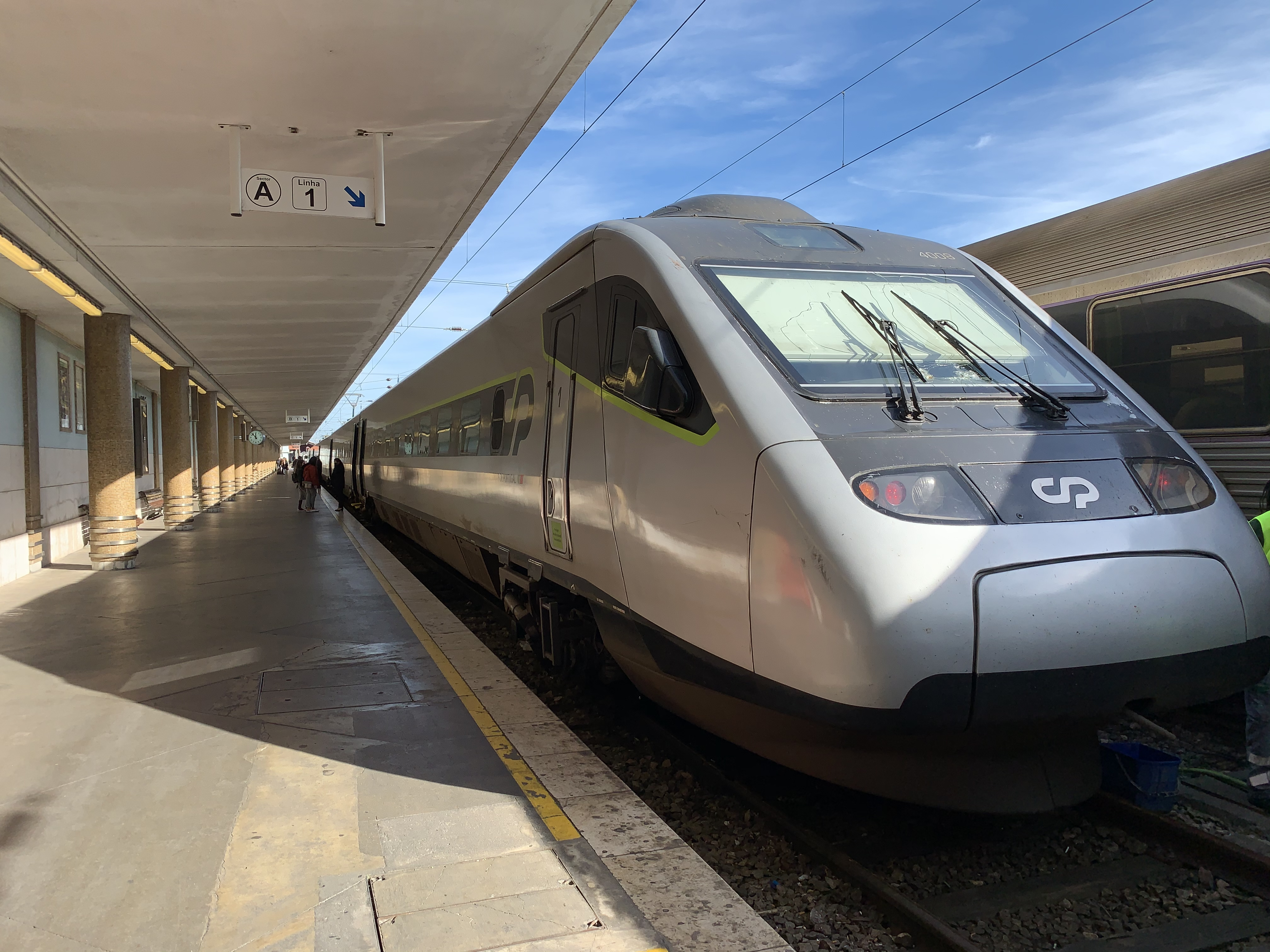
Comboio Alfa Pendular na gare de Santa Apolónia

### Década de 2000
Com a entrada no novo milénio são iniciadas as ligações Cacém/Alverca e Vila Franca de Xira/Alcântara Terra com recurso às novas automotoras de dois pisos UQE 3500. A partir de 2002, a classe única é generalizada no serviço Regional e InterRegional.
A 5 de Junho de 2004 é inaugurado o "Eixo Atlântico" ou seja a ligação direta em Alfa Pendular entre Braga e Faro efetuada em cerca de 6 horas. O transbordo fluvial entre Santa Apolónia e o Barreiro, grave problema que vigorou durante mais de 100 anos, é definitivamente suprimido. Esta nova ligação foi possível graças à conclusão do Eixo Norte/Sul que implica a travessia ferroviária da Ponte 25 de Abril e a modernização e eletrificação da Linha do Sul até Faro. O Eixo Atlântico foi inaugurado pelo Primeiro Ministro Durão Barroso.
Em 2004, é progressivamente criada a nova rede de Urbanos do Porto com a inauguração da modernização da Linha do Minho, de Guimarães e do Douro. Toda a rede de urbanos do Porto é explorada com as novas automotoras UME 3400. Estas automotoras foram construidas na fábrica da Bombardier na Amadora (ex-Sorefame) e integram as tecnologias mais modernas da altura.
Em janeiro de 2006, a CP encomenda à Siemens 15 locomotivas elétricas para substituir as cinquentenárias LE 2500 e LE 2550. Estas locomotivas deram origem à série LE 4700. Posteriormente, foram encomendadas mais 10 unidades, o que aumentou o valor da aquisição de 70 para 100 milhões de euros. As primeiras três locomotivas foram montadas pela Siemens em Munique e as restantes pela EMEF (uma empresa do Grupo CP).
Em 2007 é suprimido o "Comboio Azul" que é substituído pela ligação em Alfa Pendular Braga/Faro inaugurada em 2004. A última viagem deste comboio aconteceu no dia 20 de Abril de 2007. O serviço "Auto-expresso" (transporte ferroviário de automóveis) que era parte integrante do "Comboio Azul" já tinha sido suprimido no dia 1 de Abril de 2006, o que diminuiu a competitividade deste serviço ferroviário face ao próprio automóvel.
Nesse mesmo ano entram ao serviço as primeiras automotoras UQE 2300 renovadas. Estas automotoras efetuam serviço na Linha de Sintra e de Azambuja. Os interiores são totalmente renovados com novas cores e estofos. Também é instalado o sistema visual e sonoro de informação ao público.
Nos anos de 2008, 2009 e 2010 é implementado o sistema de bilhética eletrónica nos comboios urbanos de Lisboa. Várias estações das Linhas de Sintra, Cascais e Azambuja são equipadas com controlos de acessos automáticos no sentido de reduzir a fraude.
Em 2009, a CP aluga à RENFE 17 automotoras da série 592 para fazer face ao envelhecimento da sua frota dedicada ao serviço Regional. O contrato prevê uma duração de 5 anos (ou seja até 2014) data a partir da qual deverá chegar novo material circulante. Efetivamente, também em 2009, a CP lança um concurso público internacional de compra de material circulante com o objetivo de renovar a frota do serviço Regional e da Linha de Cascais. Concurso esse que será cancelado alguns meses depois devido à crise financeira. Este aluguer permite abater ao serviço toda a série 0600.

### Década de 2020
Fusão entre a CP e EMEF em janeiro de 2020.
Em maio de 2025 a CP anunciou que pretende duplicar o número de máquinas de venda automáticas em Lisboa.

#### Passe Ferroviário Verde
No dia 21 de outubro de 2024 entrou em vigor o Passe Ferroviário Verde (PFV), um passe prometido pelo XXIV Governo Constitucional (Luís Montenegro). Este passe substitui o Passe Ferroviário Nacional. Tem um custo mensal de 20 euros, e permite viajar em todos os comboios da CP (exceto no Alfa Pendular e nos comboios urbanos abrangidos pelos passes intermodais metropolitanos). Segundo simulações apresentadas pelo Governo as poupanças anuais podem atingir os 3.650 euros. Em maio de 2025, o ministro das Infraestruturas (Miguel Pinto Luz) declarou que haviam sido vendidos mais de 300 mil passes e que mais de 55 mil passageiros utilizam este passe mensalmente.

## Caracterização
Transportou cerca de 172.6 milhões de passageiros em 2023. Até Janeiro de 2020 encontrava-se dividida em diferentes áreas de negócio, cada uma com uma parte específica dos serviços prestados pela empresa:
- CP Longo Curso
- CP Regional
- CP Porto
- CP Coimbra
- CP Lisboa

Desde Janeiro de 2020 a organização da Empresa articula-se em torno de direcções unificadas, que abrangem todos os serviços:
- CP Manutenção e Engenharia, resultado da incorporação da EMEF - Empresa de Manutenção de Equipamento Ferroviário, S.A.
- CP Operações e Comercial

A CP detém ainda a gestão destas empresas:
- FERNAVE - Formação Técnica, Psicologia Aplicada e Consultoria em Transportes e Portos, S.A.
- ECOSAÚDE - Educação, Investigação e Consultoria em Trabalho, Saúde e Ambiente, S.A.
- SAROS - Sociedade de Mediação de Seguros, Lda.

A CP - Comboios de Portugal, E.P.E. e as suas participadas formam o Grupo CP.
A CP actualmente dedica-se apenas ao transporte e actividades conexas. A gestão da rede ferroviária nacional, que lhe pertenceu até 1997, está hoje entregue a uma outra empresa pública, a Infraestruturas de Portugal. 

É liderada por Pedro Moreira, presidente interino do Conselho de Administração da CP desde outubro de 2021.

### Atividade de transporte
Desde finais da década de 1980, o volume de passageiros transportados pela CP esteve numa tendência de queda contínua, fomentada pelo aumento do uso do transporte individual fruto do forte investimento nas infraestruturas rodoviárias e do aumento do poder de compra da população, mas também devido à falta de investimento no setor ferroviário e ao encerramento excessivo de linhas complementares. Com efeito, em Portugal, o número de passageiros transportados diminuiu 43% entre 1988 e 2009. Portugal foi o único país da Europa Ocidental onde o número de passageiros diminuiu nesse período, ao passo que na vizinha Espanha o número de passageiros aumentou 157%. Entre 2008 e 2013, a CP registou uma queda extremamente importante da procura devido à crise financeira que o país estava a viver. Desde 2013, a empresa recupera progressivamente com a implementação de uma política  comercial agressiva, da paz laboral e da retoma económica. Em 2019 verificou-se a maior procura de sempre dos serviços da CP no século XXI.
| Anos                              | 2005   | 2006   | 2007   | 2008   | 2009   | 2010   | 2011   | 2012   | 2013   | 2014   | 2015   | 2016   | 2017   | 2018   | 2019   | 2020   | 2021   | 2022   | 2023   |
| --------------------------------- | ------ | ------ | ------ | ------ | ------ | ------ | ------ | ------ | ------ | ------ | ------ | ------ | ------ | ------ | ------ | ------ | ------ | ------ | ------ |
| Passageiros (em milhões)          | 130,6  | 133,2  | 134,7  | 135,5  | 131,2  | 130    | 126,1  | 111,7  | 107,2  | 109,7  | 112    | 114,8  | 122    | 126    | 145    | 86,9   | 99,1   | 148,1  | 173,2  |
| Receita da atividade (em milhões) | 175,9  | 194,7  | 204,5  | 216,2  | 213,2  | 212,2  | 212,4  | 210,5  | 203,4  | 214,4  | 220,5  | 230,3  | 250    | 259    | 273,8  | 150,7  | 171,6  | 255,7  | 247,3  |
| Fonte                             | [ 61 ] | [ 61 ] | [ 62 ] | [ 63 ] | [ 64 ] | [ 65 ] | [ 66 ] | [ 67 ] | [ 68 ] | [ 69 ] | [ 70 ] | [ 71 ] | [ 72 ] | [ 73 ] | [ 74 ] | [ 75 ] | [ 76 ] | [ 77 ] | [ 78 ] |

### Resultados económicos
A CP regista prejuízos crónicos devido aos serviços públicos (com preços relativamente acessíveis determinados pelo estado) que presta sem ter um contrato de serviço público que estipule as indemnizações compensatórias que a CP deve receber. O elevado peso da divida histórica também impacta o défice. Desde 2015, a CP está sob perímetro de consolidação do Orçamento de Estado, o que permite à CP financiar-se diretamente no OE sem necessidade de se endividar. Desde então a divida da CP encontra-se numa tendência decrescente.
| Anos                               | 2006   | 2007   | 2008   | 2009*  | 2010   | 2011   | 2012   | 2013   | 2014   | 2015   | 2016   | 2017   | 2018   | 2019    | 2020    | 2021    | 2022   | 2023    |
| ---------------------------------- | ------ | ------ | ------ | ------ | ------ | ------ | ------ | ------ | ------ | ------ | ------ | ------ | ------ | ------- | ------- | ------- | ------ | ------- |
| EBITDA (em milhões)                | 14     | -24,5  | -26,3  | -22,1  | 13     | 39     | 45,6   | 21,9   | 14,7   | 3,7    | 0,344  | 14,626 | 9,488  | 48,032  | -4,121  | 14,024  | 85,283 | 114,745 |
| Resultado Operacional (em milhões) | -114,6 | -105,9 | -99,3  | -107,7 | -87    | -62    | -27,7  | -19,7  | 36,7   | -175,1 | -54,3  | -35,5  | -36,8  | 4,411   | -84,477 | -42,462 | 28,624 | 56,996  |
| Resultado Líquido (em milhões)     | -192,8 | -183,9 | -190,4 | -217,3 | -202   | -289   | -223,3 | -226,  | -159,8 | -278,4 | -144,5 | -111,9 | -105,6 | -51,578 | -95,399 | -65,544 | 9,181  | 3,552   |
| Dívida (em milhões)                | 3.034  | 3.174  | 3.368  | 3.811  | 3.683  | 3.911  | 4.055  | 4.265  | 4.376  | 3.742  | 3.179  | 2.751  | 2.586  | 2.067   | 2.132   | 2.132   | 2.110  | 202,6   |
| Fonte                              | [ 61 ] | [ 62 ] | [ 63 ] | [ 64 ] | [ 65 ] | [ 66 ] | [ 67 ] | [ 68 ] | [ 69 ] | [ 70 ] | [ 71 ] | [ 72 ] | [ 73 ] | [ 74 ]  | [ 75 ]  | [ 76 ]  | [ 77 ] | [ 78 ]  |

*Autonomização da CP Carga

## Linhas em que presta ou prestou serviços de transporte

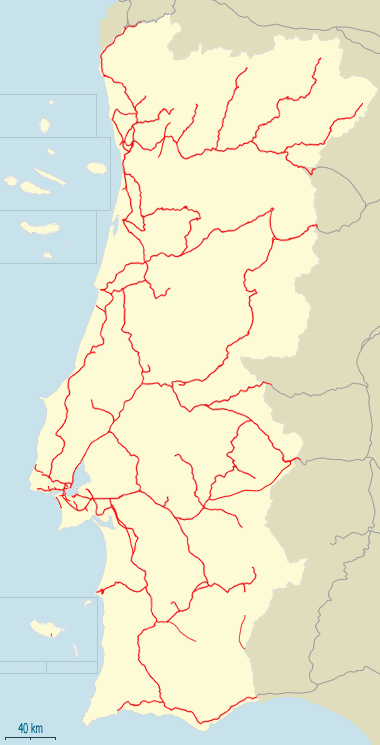
Rede ferroviária portuguesa na sua máxima extensão, com todas as linhas onde operaram serviços da CP

Linhas ativas atualmente

### Actuais
- Linha do Minho (o troço entre Valença e Monção encontra-se encerrado)
- Ramal Internacional de Valença
- Ramal de Braga
- Linha de Guimarães (o troço entre Porto-Trindade e Trofa encontra-se integrado na Linha C do Metro do Porto entre Porto-Trindade e ISMAI e encerrado entre ISMAI e Trofa)
- Linha do Douro (o troço entre Pocinho e Barca d'Alva encontra-se encerrado)
- Linha do Norte
- Linha de Leixões (entre Leça do Balio e Porto-Campanhã)
- Linha do Vouga (o troço entre Sernada do Vouga e Viseu encontra-se encerrado)
- Ramal de Aveiro
- Linha da Beira Alta
- Ramal de Alfarelos
- Linha do Oeste
- Ramal de Tomar
- Linha do Leste
- Linha da Beira Baixa
- Linha de Cintura (o troço entre Alcântara-Terra e Alcântara-Mar não tem serviço de passageiros)
- Linha de Sintra
- Linha de Cascais
- Linha do Alentejo (o troço entre Beja e Funcheira encontra-se encerrado)
- Linha de Évora
- Linha do Sul
- Linha do Algarve
- Linha do Sado

### Serviços extintos
- Linha do Tâmega
- Linha do Corgo
- Linha do Sabor
- Linha do Tua
- Linha da Póvoa
- Linha do Dão
- Ramal do Montijo
- Ramal do Seixal
- Ramal de Neves-Corvo
- Ramal de Cáceres
- Ramal de Mora
- Ramal de Montemor
- Ramal de Reguengos
- Ramal de Vila Viçosa
- Ramal de Moura
- Ramal de Aljustrel
- Linha de Sines
- Ramal da Figueira da Foz
- Ramal da Lousã
- Ramal de Portalegre

## Serviços ferroviários
Tradicionalmente e desde a sua fundação, a CP separou completamente os seus serviços de médio curso dos de longo curso, na terminologia da companhia, para além dos de proximidade. Na atualidade, a divisão é mais flexível, pois existem serviços com ligação entre os comboios de médio curso e longo curso, e também comboios de longo curso que admitem certos passageiros de médio curso entre cidades próximas.

### Longo Curso
As linhas interurbanas de Longo Curso são serviços não subvencionados, que geralmente incluem grandes prestações de bordo como cafetaria, classe preferencial, restauração em assento ou a emissão de filmes. O nome de cada um destes serviços indica normalmente as prestações e o tipo de comboio, embora às vezes existam diferenças dentro de serviços com o mesmo nome.

#### Alfa Pendular

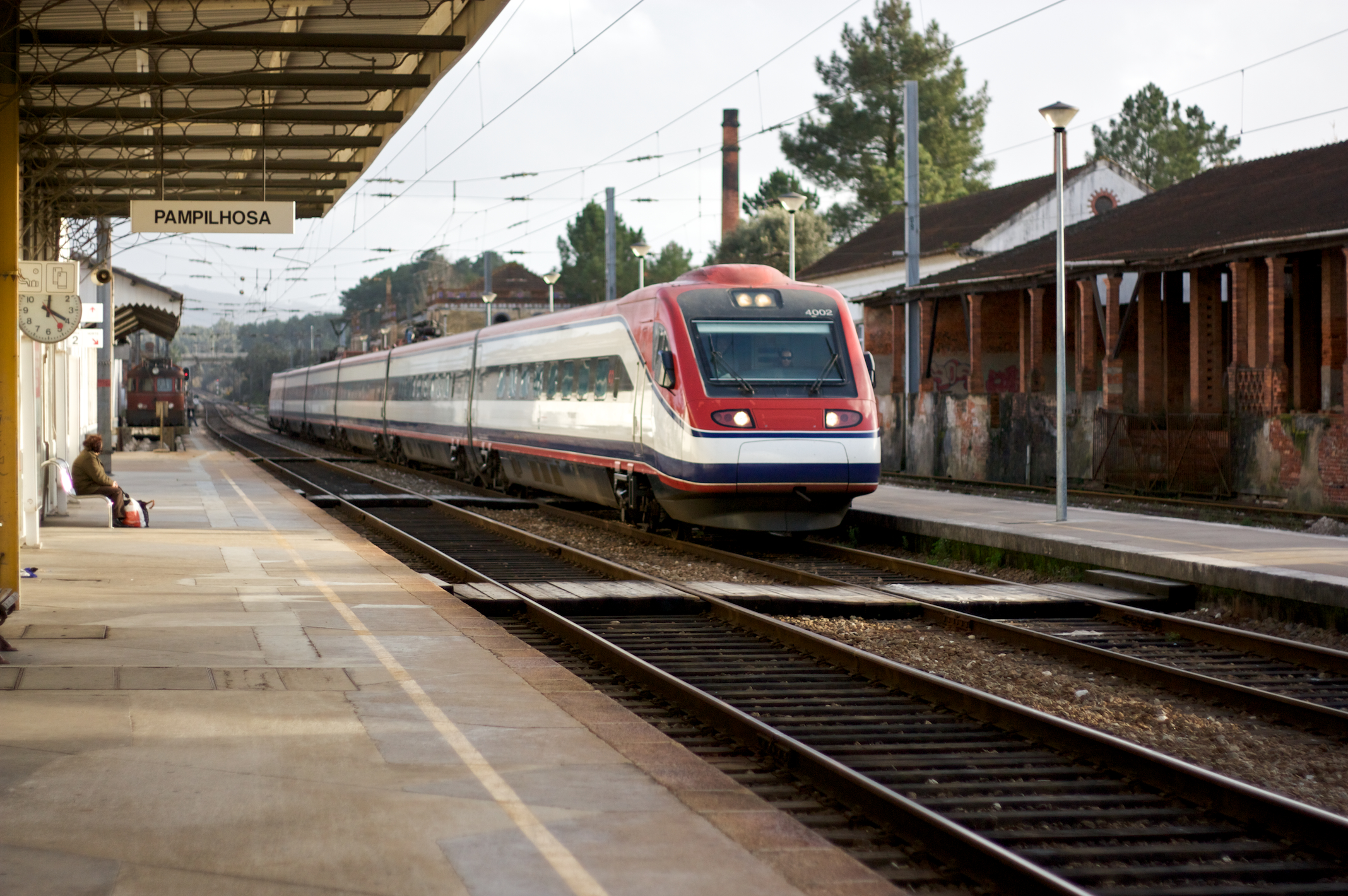
Comboio do serviço Alfa Pendular (antes da renovação) na Estação da Pampilhosa.

O Alfa Pendular é o serviço premium da CP e é efetuado pelas automotoras elétricas da Série 4000, com capacidade de pendulação, que possibilita uma velocidade máxima de 220 km/h. O serviço Alfa Pendular realiza os seguintes percursos:
- Lisboa Santa Apolónia - Porto Campanhã (Comboios 120 a 129);
- Lisboa Santa Apolónia - Braga (Comboios 130 a 137);
- Lisboa Santa Apolónia- Guimarães (Comboios 140 e 141);
- Porto-Campanhã - Faro (Comboios com o número 180 a 186).

Este serviço dispõe de duas classes: Classe Turística (equivalente à Segunda Classe dos serviços Intercidades) - Carruagens 6 a 3 - e Classe Conforto (equivalente à Primeira Classe dos serviços Intercidades) - Carruagens 1 e 2. O Bar está localizado na carruagem 3. De salientar que as carruagens se encontram ordenadas de sul para norte (1 → 6).

#### Intercidades

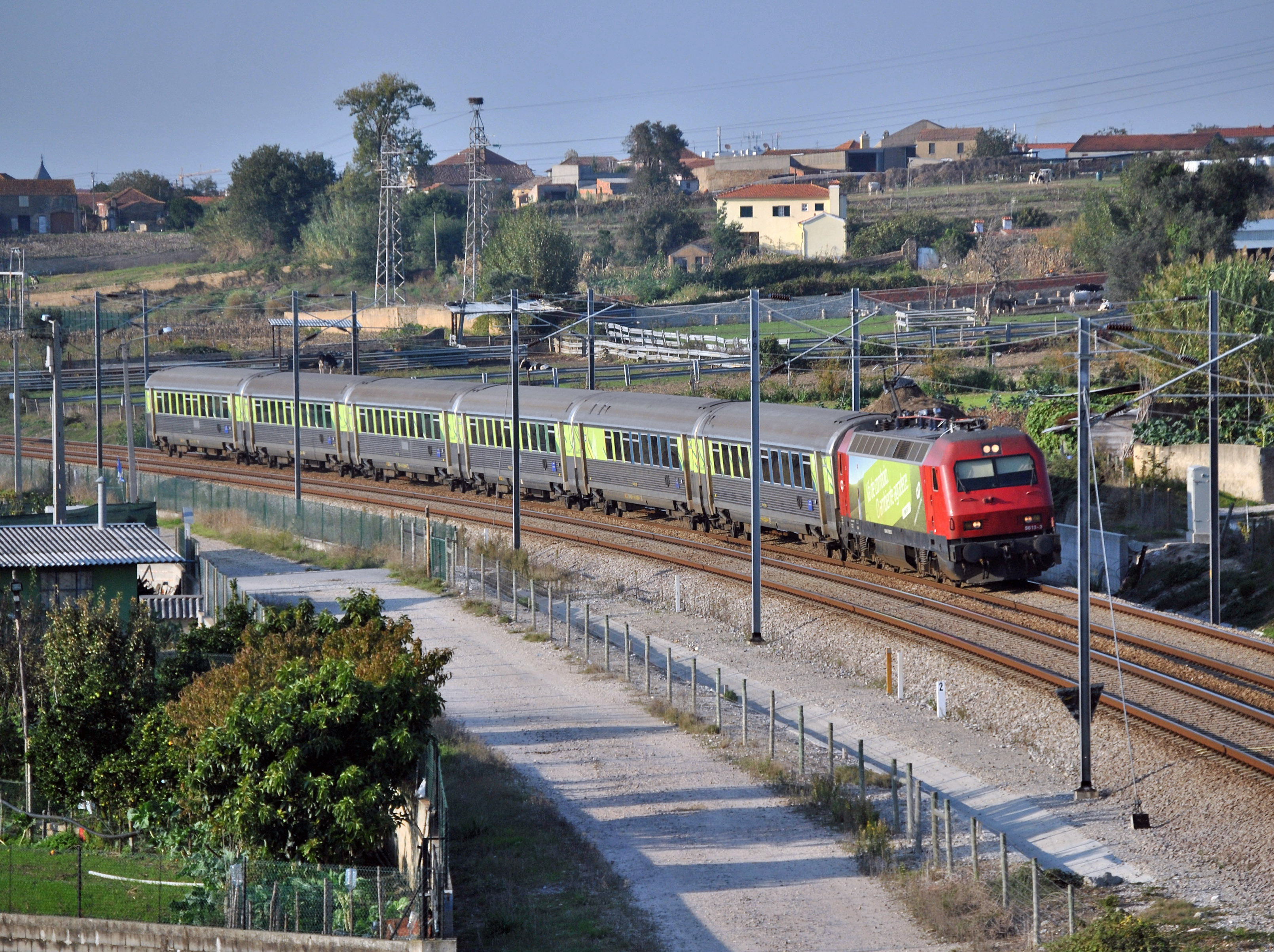
Comboio do serviço Intercidades.

O Intercidades é o serviço rápido da CP que liga as principais cidades do país. Estes serviços são efectuados com composições Locomotiva + Carruagens (Série 5600 com carruagens Corail ou Sorefames Modernizadas) possibilitando assim uma maior flexibilidade consoante a procura. A velocidade máxima deste serviço é 200 km/h.
A única excepção é na ligação Casa Branca - Beja onde o serviço é prestado com recurso a automotoras diesel da Série 0450 cujos interiores foram modificados para esta tipologia de serviço. A sua velocidade máxima é de 120 km/h.

#### Internacionais

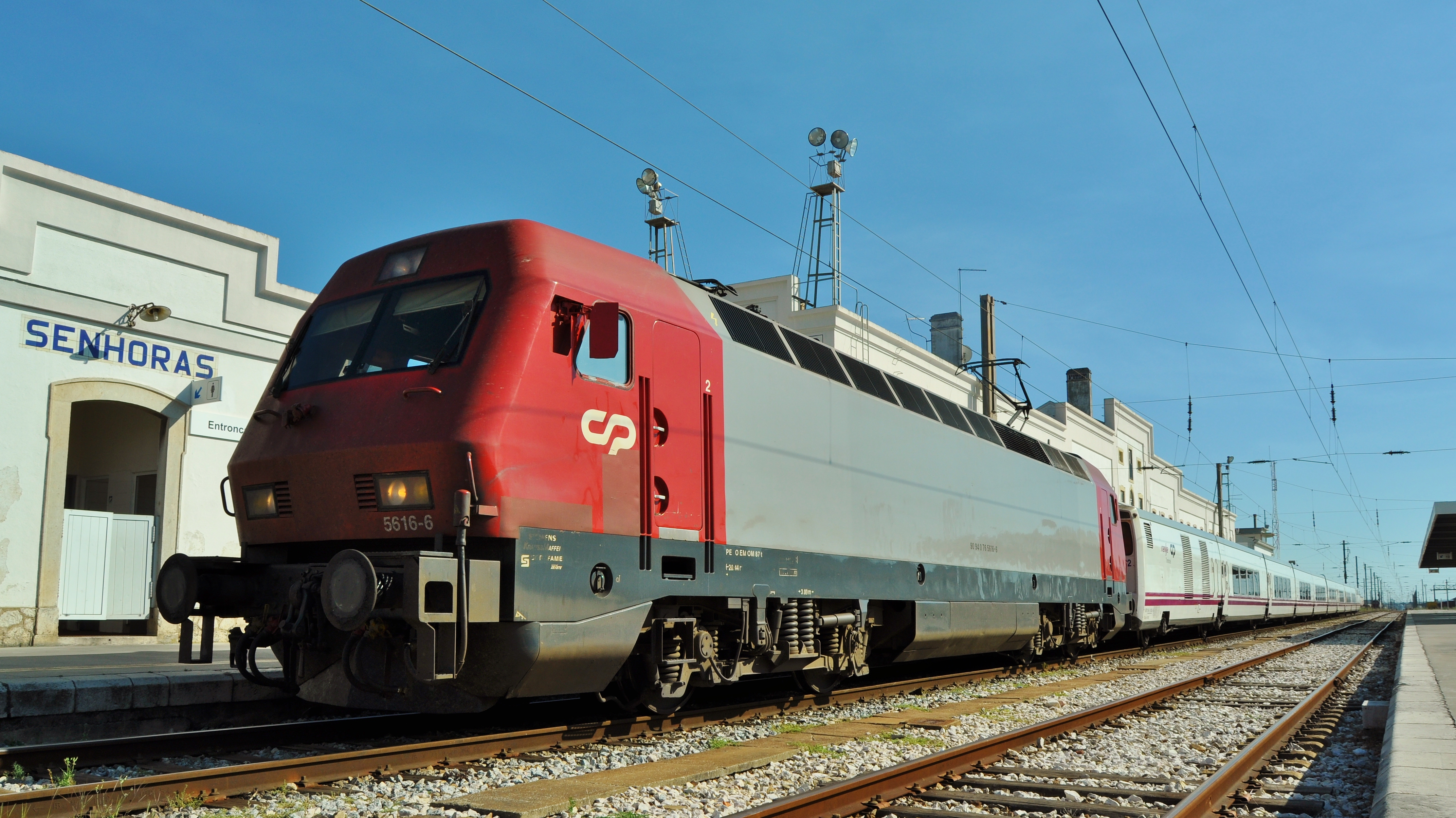
Comboio dos serviços noturnos Sud-Expresso e Lusitânia.

(Suspensos desde 17 de Março de 2020 e sem previsão de regresso)
A CP realiza vários serviços noturnos com uma velocidade máxima de 140 km/h. São serviços da categoria Internacional formados por composições de carruagens Talgo TrenHotel da Renfe Operadora (duas composições, as do Sud Expresso, encontram-se alugadas à congénere espanhola) que inclui carruagens de lugares sentados classe Turista e de camas Turista, Preferente e Gran Classe, bem como uma carruagem restaurante. Nesta categoria inserem-se dois serviços com destino a Espanha (Lusitânia) e França (Sud Expresso).
- Sud Expresso: serviço operado em exclusivo pela CP que liga as estações de Lisboa-Santa Apolónia e Hendaye (via Beira Alta), com ligações aos TGVs de e para Paris. Circula acoplado ao Lusitânia entre Lisboa e Medina del Campo (em Portugal este serviço é conhecido por Sud-Lusitânia) e é sempre a composição do lado norte. Circula no sentido ascendente (Lisboa-Hendaye) com o número 310 e com o 313 no sentido descendente.
- Lusitânia: serviço operado pela CP juntamente com a Renfe Operadora que liga as estações de Lisboa-Santa Apolónia e Madrid-Chamartín (via Beira Alta). Circula acoplado ao Sud-Expresso entre Lisboa e Medina del Campo (em Portugal este serviço é conhecido por Sud-Lusitânia) e é sempre a composição do lado sul. Circula no sentido ascendente (Lisboa-Madrid) com o número 335 e com o 332 no sentido descendente.

### Médio Curso
No Médio Curso realizam-se linhas, que podem receber subvenções, tanto individualmente para cada linha por vezes através dos municípios, como globalmente através de um acordo com o governo estatal conhecido como contrato-programa. A maioria dos serviços têm prestações parecidas, com classe única sem cafetaria a bordo e a possibilidade de utilizar bicicletas.
- InterRegional: é o serviço mais rápido de entre os de média distância com um desempenho técnico idêntico ao Regional, com a exceção de que ignora certas estações secundárias no seu percurso, reduzindo assim o tempo de viagem. No entanto, a extensão dos seus percursos, do princípio ao fim, é alargada, típica de serviços como o Intercidades; isso possibilita percorrer longos percursos interregionais sem a necessidade de transbordos para os viajantes que dele necessitam, embora não seja a opção preferível para esse tipo de viagem longa, devido às suas múltiplas paragens. Estes serviços efetuam-se nas linhas do Norte, Minho, Douro, Oeste e no Ramal de Tomar.

- Regional: é o serviço mais básico da CP, cuja velocidade média e a categoria (comodidade) é menor do que nos serviços de médio curso. Os comboios do serviço Regional costumam circunscrever os seus percursos dentro de uma mesma região, e efetuam paragem em todas as estações e apeadeiros (com exceções das proximidades de Lisboa, Porto e Coimbra) habilitados no seu percurso, atendendo a localidades mais pequenas, com frequências de passagem mais reduzidas do que nos serviços urbanos. São os únicos serviços de passageiros prestados na Linha do Leste, Linha do Vouga e nos troços Guarda-Vilar Formoso da Linha da Beira Alta, Lagos-Tunes e Faro-Vila Real de Santo António da Linha do Algarve. Também são prestados nas linhas do Norte, Minho, Douro, Beira Alta, Beira Baixa, Oeste, Alentejo e Ramal de Tomar. São operados pela CP Regional. Nesta categoria está incluída a rede de Via Estreita, da qual atualmente só está em operação a Linha do Vouga e o Ramal de Aveiro que foi herdada da Companhia do Vouga, da Companhia do Norte e da Companhia Nacional. A CP assegura um relevante serviço público através de um contrato de prestação de serviços para o Metro Ligeiro de Mirandela, uma empresa onde detém uma participação minoritária e que foi criada após o encerramento da própria operação da CP na Linha do Tua.Comboio do serviço Regional, perto de Alcaria, na Linha da Beira Baixa.

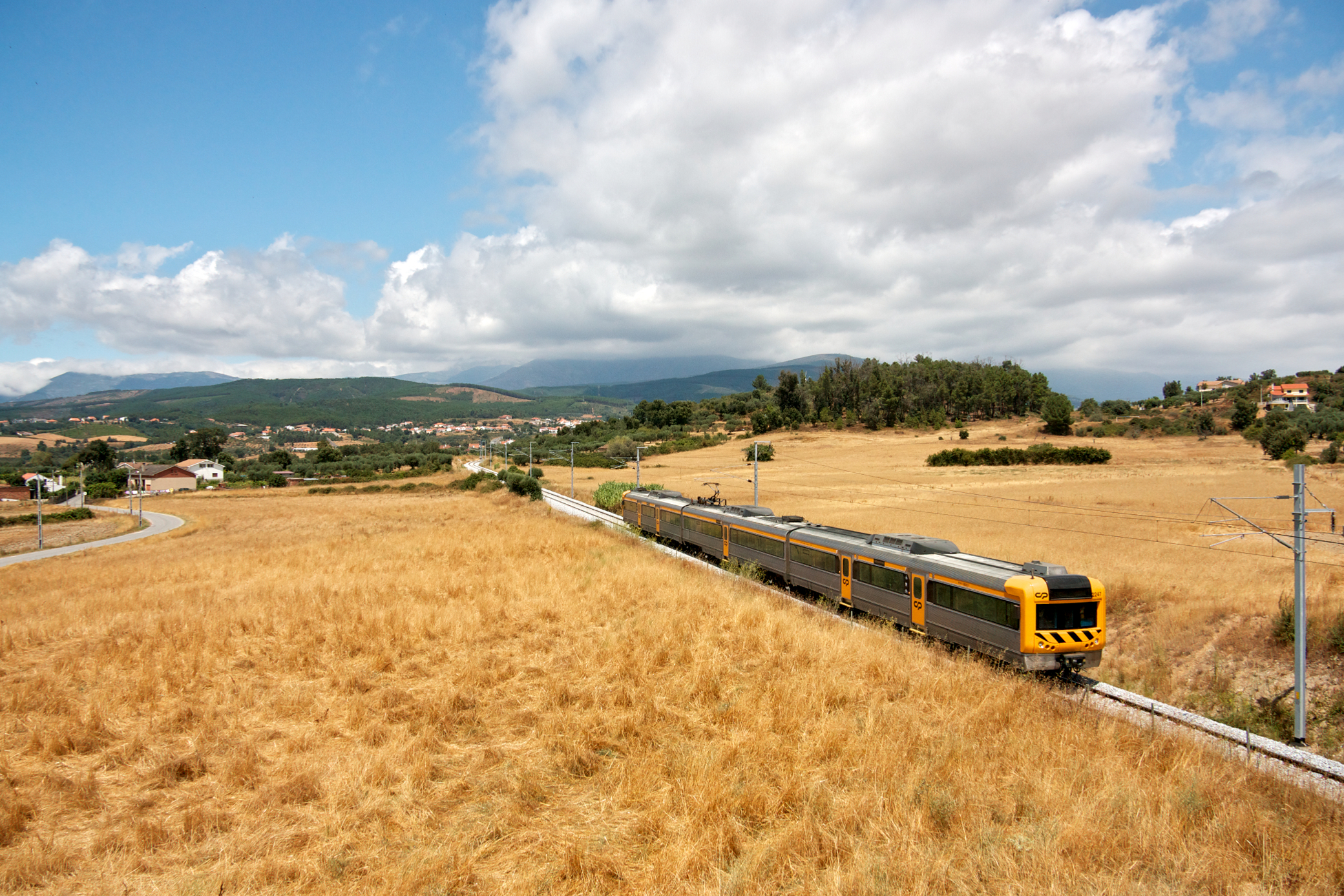
Comboio do serviço Regional, perto de Alcaria, na Linha da Beira Baixa.

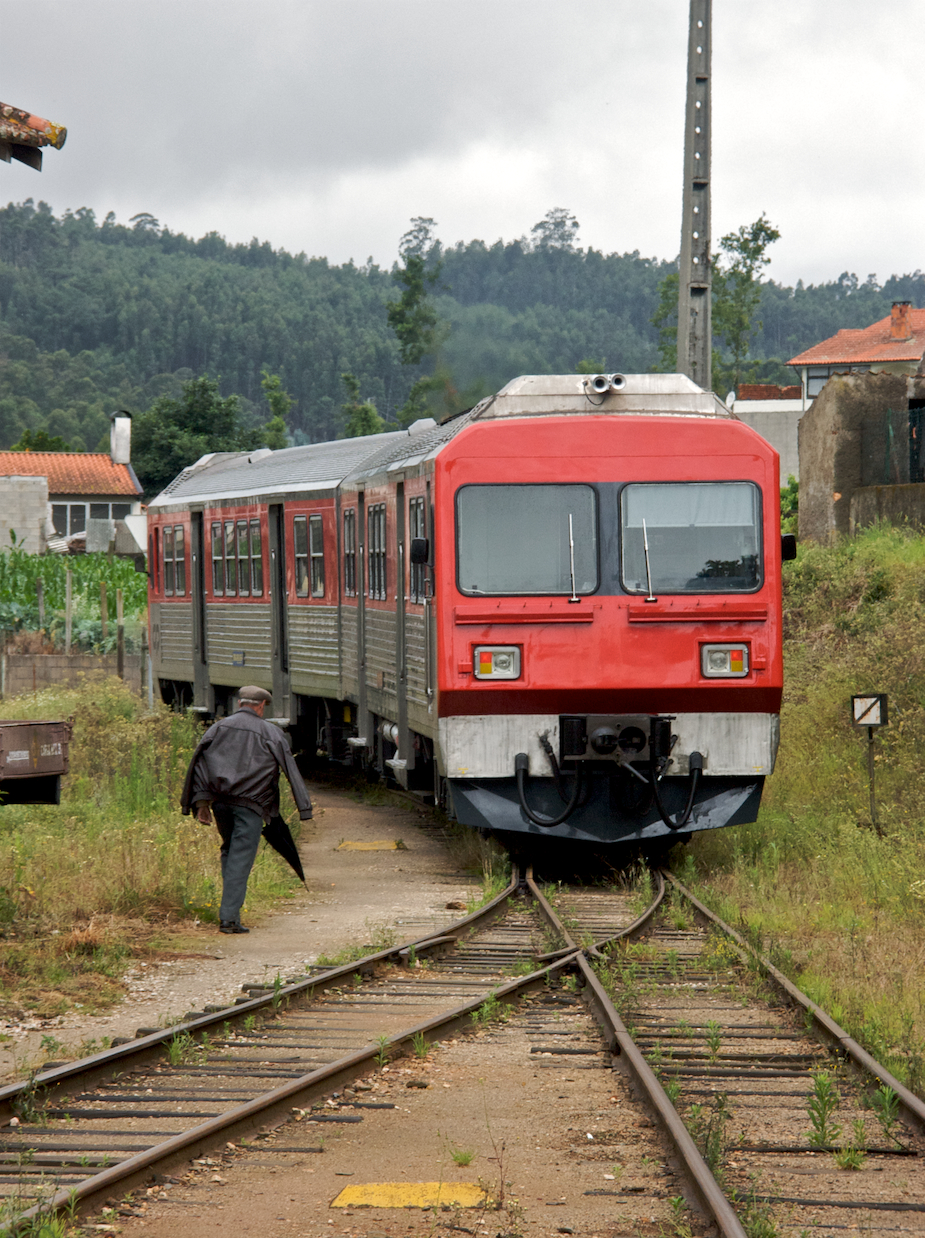
Comboios do serviço Regional que operam na Linha do Vouga.

Para além disso, a CP realiza vários serviços de Médio Curso, incluídos na categoria Internacional, que abrangem percursos internacionais:
- Celta: Serviço de prestações rápidas entre Portugal e a Galiza, operado em conjunto pela CP e pela Renfe entre as estações de Porto-Campanhã e Vigo-Guixar. Segue pela Linha do Minho e efetua paragens em Nine, Viana do Castelo e Valença, atravessando a fronteira pelo Ramal Internacional de Valença. Na estação galega, permite ligação aos serviços Regionais e de Longo Curso com destino à Corunha, Santiago de Compostela, Pontevedra e Ourense.
- Raiano: Serviço básico entre Portugal e a Estremadura Espanhola operado pela CP, ligando diariamente o Entroncamento e Badajoz. Circula pela Linha da Beira Baixa e a Linha do Leste, este serviço efetua paragem em cidades importantes tais como Abrantes, Portalegre e Elvas.[81]

### Urbanos
A CP é o principal gestor de redes de serviços urbanos em Portugal. Estes serviços são sempre subvencionados, e são oferecidos nas grandes áreas metropolitanas do país. 

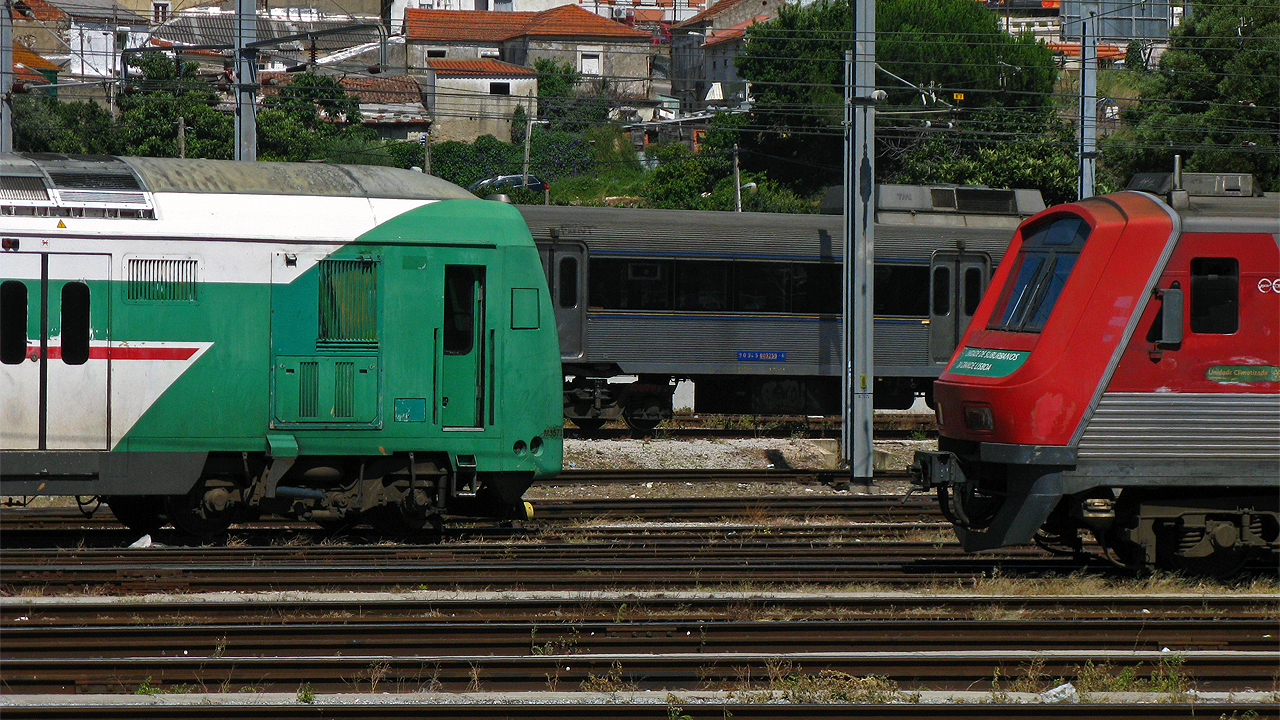
Comboios do serviço de Urbanos em Lisboa.

Estas redes são operadas principalmente CP Urbanos. Estes serviços são prestados nas três maiores aglomerações urbanas do país:
- Urbanos do Porto (operados pela CP Porto): utilizam as linhas do Norte (Porto-Campanhã-Aveiro), Douro (Porto São Bento-Marco de Canaveses), Minho (Porto Campanhã-Nine), Guimarães (Lousado-Guimarães) e Ramal de Braga (Nine-Braga).

- Urbanos de Coimbra (operados pela CP Regional): fazem o percurso entre as estações de Coimbra e da Figueira da Foz, utilizando partes do Ramal da Lousã (Coimbra - Coimbra B), da Linha do Norte (Alfarelos - Coimbra B), do Ramal de Alfarelos (Alfarelos - Bifurcação de Lares), da Linha do Oeste (Bifurcação de Lares - Figueira da Foz), (até 2011 também o Ramal da Figueira da Foz).
- Urbanos de Lisboa (operado pela CP Lisboa): utilizam as linhas do Norte, Cintura, Sintra, Cascais, Sul e Alentejo.

### Turísticos
Além dos seus serviços regulares, a CP comercializa vários serviços turísticos nas linhas do Douro e Vouga.
- Comboio Histórico do Douro: serviço turístico efetuado pela locomotiva a vapor CP 0186 na Linha do Douro entre as estações da Régua e do Tua,[82] tem tido um sucesso crescente nos últimos anos, o que conduziu a CP a alargar a oferta deste serviço.[83]
- MiraDouro: serviço turístico efetuado por uma locomotiva diesel 1400 e carruagens Schindler reabilitadas, foi lançado em 2017 com vista a reforçar a oferta na Linha do Douro.[84][85] Na primeira temporada, circulou entre a Estação de Porto São Bento e a estação do Tua com um sucesso assinalável. No entanto, na segunda temporada em 2018 foi encurtado à estação da Régua, consequência das dificuldades operacionais da CP nesse período,[86] o que gerou uma queda abrupta do número de passageiros. O serviço foi suspenso em 2019 e desde 2020 que a empresa usa este nome para os serviços InterRegionais Porto-Pocinho, operados por locomotivas Série 1400 e carruagens Schindler e/ou Sorefames.[87]
- Comboio Histórico do Vouga: serviço turístico efetuado pela locomotiva a diesel, restaurada nas suas cores originais, CP 9004. Foi lançado em 2017 com o objetivo de dinamizar a Linha do Vouga, circula entre a estação de Aveiro e de Macinhata do Vouga, incluindo uma visita ao museu ferroviário existente nesta localidade.[88] O enorme sucesso da primeira temporada, tendo sido registadas taxas de ocupação de 100%, levou a CP a aumentar a oferta e o número de circulações em 2018.[89][90]

### Rodoviários complementares ou de substituição
A C.P. emprega frequentemente autocarros ou táxis para complemento, permanente ou temporário, dos seus serviços ferroviários. P. ex.:
- Portalegre-Estação ⇆ Portalegre-Cidade [91]

## Frota de Material Circulante

### Material Motor: Locomotivas e Automotoras
| Imagem | Série       | Tipologia  | Entrada em serviço | Unidades                          | Unidades | Tração   | Bitola            | Velocidade Máxima                 | Serviços                                     |
| Imagem | Série       | Tipologia  | Entrada em serviço | Em Serviço                        | Totais   | Tração   | Bitola            | Velocidade Máxima                 | Serviços                                     |
| ------ | ----------- | ---------- | ------------------ | --------------------------------- | -------- | -------- | ----------------- | --------------------------------- | -------------------------------------------- |
|        | 0180        | Locomotiva | 1924               | 1                                 | 2        | Vapor    | 1668 mm (ibérica) |                                   | Turístico Sazonal                            |
|        | 0350        | Automotora | 2000               | 3                                 | 18       | Diesel   | 1668 mm (ibérica) | 100 km/h                          | Regional                                     |
|        | 0450        | Automotora | 1999               | 19                                | 19       | Diesel   | 1668 mm (ibérica) | 120 km/h                          | Regional InterCidades                        |
|        | 592.0 592.2 | Automotora | 2011               | 16 (8 devolvidas à RENFE em 2021) | 24       | Diesel   | 1668 mm (ibérica) | 120 km/h (592.0) 140 km/h (592.2) | Regional InterRegional Internacional (Celta) |
|        | 1400        | Locomotiva | 1967               | 11                                | 20       | Diesel   | 1668 mm (ibérica) | 105 km/h                          | Regional InterRegional Manobras              |
|        | 2050 2080   | Automotora | 1963 1967          | 0                                 | 5        | Elétrica | 1668 mm (ibérica) | 90 Km/h                           | Fora de Serviço                              |
|        | 2240        | Automotora | 2004               | 55                                | 55       | Elétrica | 1668 mm (ibérica) | 120 km/h                          | Regional InterRegional                       |
|        | 2300        | Automotora | 1992               | 42                                | 42       | Elétrica | 1668 mm (ibérica) | 120 km/h                          | Urbano                                       |
|        | 2400        | Automotora | 1997               | 14                                | 14       | Elétrica | 1668 mm (ibérica) | 120 km/h                          | Urbano                                       |
|        | 2600        | Locomotiva | 1974               | 9                                 | 12       | Elétrica | 1668 mm (ibérica) | 160 km/h                          | InterRegional                                |
|        | 2620        | Locomotiva | 1987               | 2                                 | 9        | Elétrica | 1668 mm (ibérica) | 160 km/h                          | InterRegional                                |
|        | 3150        | Automotora | 1998               | 13                                | 13       | Elétrica | 1668 mm (ibérica) | 90 km/h                           | Urbano                                       |
|        | 3250        | Automotora | 1998               | 18                                | 21       | Elétrica | 1668 mm (ibérica) | 90 km/h                           | Urbano                                       |
|        | 3400        | Automotora | 2002               | 34                                | 34       | Elétrica | 1668 mm (ibérica) | 140 km/h                          | Urbano                                       |
|        | 3500        | Automotora | 1999               | 12                                | 12       | Elétrica | 1668 mm (ibérica) | 140 km/h                          | Urbano                                       |
|        | 4000        | Automotora | 1999               | 9                                 | 10       | Elétrica | 1668 mm (ibérica) | 220 km/h                          | Alfa Pendular                                |
|        | 5600        | Locomotiva | 1993               | 19                                | 24       | Elétrica | 1668 mm (ibérica) | 220 km/h                          | Intercidades                                 |
|        | E200        | Locomotiva | 1911 - 1923        | 1                                 | 6        | Vapor    | 1000 mm (métrica) |                                   | Turístico Sazonal                            |
|        | 9000        | Locomotiva | 1975               | 1                                 | 3        | Diesel   | 1000 mm (métrica) | 70 Km/h                           | Turístico Sazonal                            |
|        | 9630        | Automotora | 1991               | 7                                 | 7        | Diesel   | 1000 mm (métrica) | 90 km/h                           | Regional                                     |

### Material Rebocado: Carruagens
| Imagem | Nome                 | Entrada em serviço | Unidades   | Unidades | Bitola            | Velociade Máxima | Serviços                 |
| Imagem | Nome                 | Entrada em serviço | Em Serviço | Total    | Bitola            | Velociade Máxima | Serviços                 |
| --- | -------------------- | ------------------ | ---------- | -------- | ----------------- | ---------------- | ------------------------ |
| Carruagens de Inox Climatizadas (CIC) |                      |                    |            |          |                   |                  |                          |
| | Corail               | 1985               | 58         | 58       | 1668 mm (ibérica) | 200 Km/h         | InterCidades             |
| As carruagens Corail foram construídas pela Sorefame em 1985, sendo os interiores renovados entre 2004 e 2006. Estas subdividem-se nas seguintes tipologias: - 10 carruagens de 1ª Classe Salão de cor Inox com vinis roxos e pretos; - 37 carruagens de 2ª Classe Salão de cor Inox com vinis verdes e pretos; - 10 carruagens de 1ª Classe Salão com Bar de cor Inox com vinis roxos e pretos; - 1 carruagem Salão Especial (VIP) de cor Inox com vinis vermelhos e azuis (modificada em 1999). |                      |                    |            |          |                   |                  |                          |
| | Sorefame Modernizada | 1993-1996          | 45         | 45       | 1668 mm (ibérica) | 200 Km/h         | InterCidades             |
| As carruagens Sorefame Modernizadas foram construídas pela Sorefame entre 1967 e 1968, sendo completamente modernizadas entre 1993 e 1996. Estas subdividem-se nas seguintes tipologias: - 3 carruagens de 1ª Classe Salão de cor Inox com vinis roxos e pretos; - 31 carruagens de 2ª Classe Salão de cor Inox com vinis verdes e pretos; - 11 carruagens de 1ª Classe Salão com Bar de cor Inox com vinis roxos e pretos. |                      |                    |            |          |                   |                  |                          |
| Carruagens de Aço Macio Climatizadas (CMC) |                      |                    |            |          |                   |                  |                          |
| | Arco                 | 2021               | 23         | 36       | 1668 mm (ibérica) | 200 Km/h         | InterRegional            |
| As carruagens Arco foram fabricadas entre 1985 e 1986, modernizdas pela Renfe nas Oficinas de Málaga entre 1999 e 2002, adquiridas pela CP em 2020 e modificadas pela CP nas Oficinas de Guifões entre 2020 e 2022. Estas subdividem-se nas seguintes tipologias: - 9 carruagens 1ª Classe Salão; - 18 carruagens 2ª Classe Salão; - 9 carruagens 2ª Classe Salão com Bar. |                      |                    |            |          |                   |                  |                          |
| | Simafe               | S/ Data            | 0          | 4        | 1668 mm (ibérica) | 160 Km/h         | Fora de Serviço          |
| As carruagens Simafe foram fabricadas entre 1981 e 1982, modernizadas posteriormente pela Renfe e adquiridas pela CP em 2020, sem previsão de remodelação / modernização. Estas subdividem-se nas seguintes tipologias: - 2 carruagens de 1ª Classe; - 2 carruagens de 2ª Classe. |                      |                    |            |          |                   |                  |                          |
| | Gran Confort         | S/ Data            | 0          | 5        | 1668 mm (ibérica) | 160 Km/h         | Fora de Serviço          |
| As carruagens Gran Confort fabricadas entre 1985 e 1986, transformadas pela Renfe entre 1994 e 1995, adquiridas pela CP em 2020, sem previsão de remodelação / modernização. Estas subdividem-se nas seguintes tipologias: - 2 carruagens de 1ª Classe; - 3 carruagens de 1ª Classe Salão com bancos super-reclináveis. |                      |                    |            |          |                   |                  |                          |
| | Corail               | S/ Data            | 0          | 5        | 1668 mm (ibérica) | 160 Km/h         | Fora de Serviço          |
| As carruagens Couchettes Corail foram construídas em 1984, adquiridas pela CP em 2020 e encontram-se sem previsão de remodelação / modernização. Estas subdividem-se nas seguintes tipologias: - 5 carruagens Couchettes de Compartimentos. |                      |                    |            |          |                   |                  |                          |
| Carruagens de Inox Não Climatizadas (CIN) |                      |                    |            |          |                   |                  |                          |
| | Sorefame Clássica    | 1963-1984          | 5          | 74       | 1668 mm (ibérica) | 140 Km/h         | Regional e InterRegional |
| As carruagens Sorefame Clássicas foram construídas pela Sorefame entre 1963 e 1975. Estas subdividem-se nas seguintes tipologias: - 4 carruagens de 1ª Classe Compartimentos (1972); - 6 carruagens de 1ª Classe Salão (1972); - 1 carruagem de 1ª Classe Compartimentos (1963); - 9 carruagens de 2ª Classe Compartimentos (1975); - 31 carruagens de 2ª Classe Salão (1973); - 2 carruagens de 2ª Classe Salão (1967/68); - 4 carruagens de 1ª e 2ª Classe Compartimentos (1963); - 3 carruagens de 1ª Classe com Bar (construídas em 1963 e transformadas em 1969); - 4 carruagens de 1ª Classe com Bar (construídas em 1963 e transformadas em 1967/68); - 4 carruagens de 2ª Classe com Bar (construídas em 1968 e transformadas em 1984); - 3 carruagens Salão Restaurante (transformadas a partir de diversos tipos de carruagens em 1974); - 3 carruagens Salão Restaurante (1964). |                      |                    |            |          |                   |                  |                          |
| Carruagens de Aço Macio Não Climatizadas (CMN) |                      |                    |            |          |                   |                  |                          |
| | Schindler            | 1948-1949          | 14         | 19       | 1668 mm (ibérica) | 120 Km/h         | Regional e InterRegional |
| As carruagens Schindler foram construídas pela Schindler Waggon AG entre 1948 e 1949. Estas subdividem-se nas seguintes tipologias: - 5 carruagens de 1ª Classe Salão (construídas em 1949, transformadas em 1958); - 13 carruagens de 2ª Classe (1948); - 1 carruagem de 2ª Classe com Furgão (1949). |                      |                    |            |          |                   |                  |                          |
| | Napolitanas          | 1931               | 3          | 5        | 1000 mm (métrica) |                  | Turístico Sazonal        |
| As carruagens Napolitanas (igualmente conhecidas como Italianas) foram construídas pela Officine Ferroviarie Meridionali, S.A em Nápoles em 1931. Estas subdividem-se nas seguintes tipologias: - 1 carruagem de 1ª Classe Salão; - 1 carruagem de 2ª Classe Salão; - 2 carruagens de 1ª e 2ª Classe Salão; - 1 carruagem de 2ª Classe com Furgão. |                      |                    |            |          |                   |                  |                          |

## Conselho de Administração

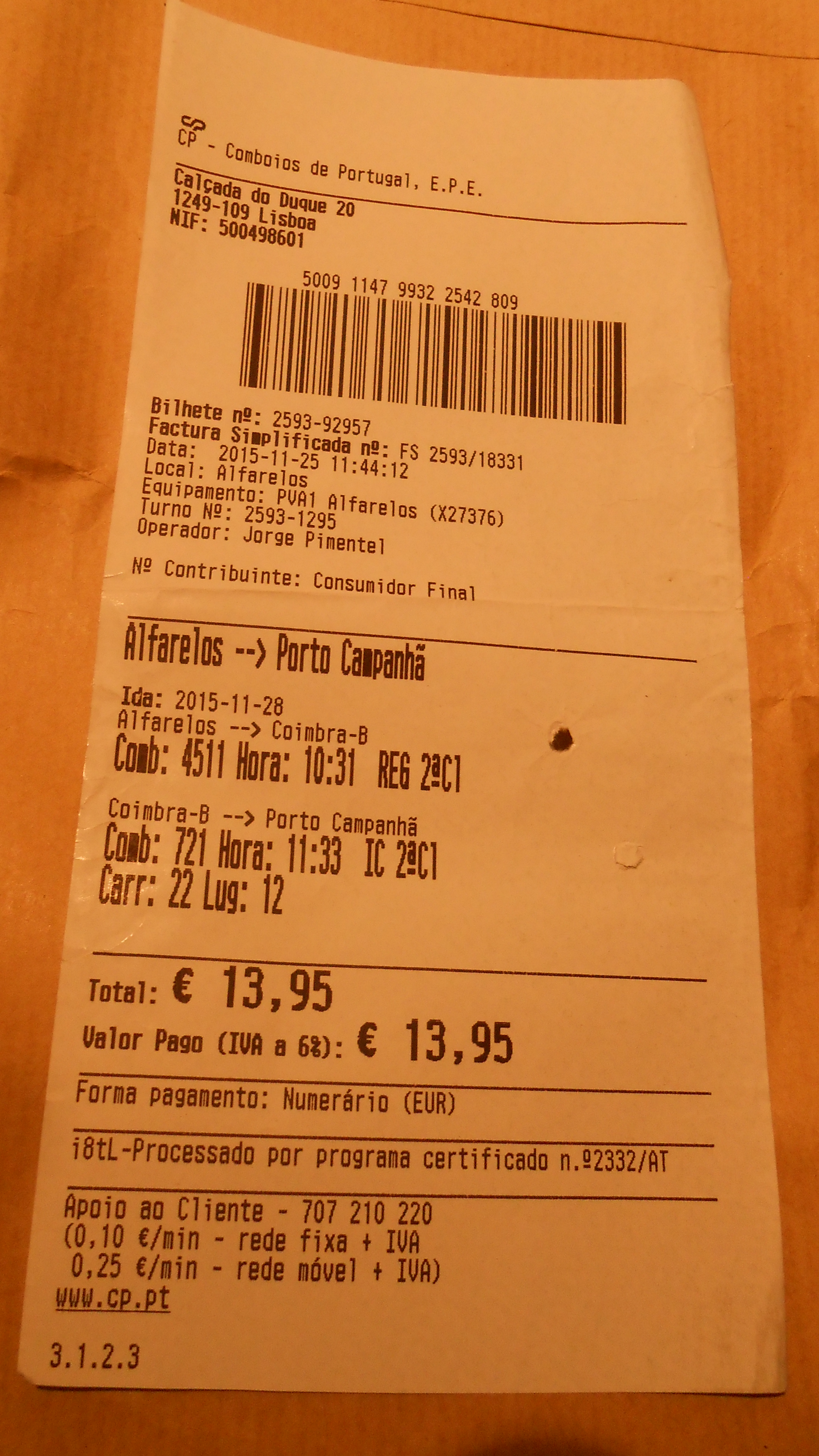
Bilhete da CP

O presidente do Conselho de Administração é o responsável máximo da empresa, liderando uma equipa geralmente constituída por cinco membros, contando com o próprio Presidente. Os membros do conselho de administração são nomeados diretamente pelo ministro da tutela e exercem geralmente um mandato trianual.
Sendo um cargo de confiança política, os nomeados são geralmente membros ou independentes próximos dos dois partidos que se alternam na chefia do Governo de Portugal, o PS e o PSD.
O atual presidente do Conselho de Administração é Pedro Moreira, que completou, como vice-presidente, os restantes meses do mandato de Nuno Freitas, o qual apresentou a demissão em outubro de 2021, a três meses do fim do mandato. Pedro Moreira foi nomeado presidente do Conselho de Administração em setembro de 2022, para o mandato 2022-2024. Em fevereiro de 2025, Pedro Moreira foi reconduzido no cargo de presidente do Conselho de Administração para o mandato 2025-2027.
Acompanham-no para o mandato 2025-2027 a vice-presidente, Sara Maria Pereira do Nascimento, e os vogais Ana Maria Vicente da Silva Horta, Ana Filipa Mendes Martins Pintado Ribeiro e João António Gomes Claro.
| Titular                       | Partido Político | Mandato       |
| Francisco Neto de Carvalho    | Ind.             | 1969—1974     |
| Walter Rosa                   | PS               | 1974—1975     |
| José Augusto Fernandes        | Ind.             | 1975—1976     |
| Amílcar Marques               | Ind.             | 1976—1980     |
| José Ricardo Marques da Costa | Ind.             | 1980—1982     |
| António Queirós Martins       | PSD              | 1982—1986     |
| Carvalho Carreira             | PSD              | 1986—1993     |
| Pedro Alves                   | PSD              | 1993—1994     |
| António Brito da Silva        | PSD              | 1994—1996     |
| Manuel Frasquilho             | Ind.             | 1996—1997     |
| Crisóstomo Teixeira           | PS               | 1997—2003     |
| Ernesto Martins de Brito      | PSD              | 2003—2004     |
| António Palma Ramalho         | PSD              | 2004—2006     |
| Francisco Cardoso dos Reis    | PS               | 2006—2010     |
| José Benoliel                 | Ind.             | 2010—2012     |
| Manuel Queiró                 | CDS-PP           | 2013—2017     |
| Carlos Nogueira               | Ind.             | 2017—2019     |
| Nuno Freitas                  | Ind.             | 2019—2021     |
| Pedro Moreira                 | Ind.             | 2022—presente |